# Second monde
 (octobre 2013).
Si vous disposez d'ouvrages ou d'articles de référence ou si vous connaissez des sites web de qualité traitant du thème abordé ici, merci de compléter l'article en donnant les références utiles à sa vérifiabilité et en les liant à la section « Notes et références ».

Division économique des trois mondes pendant la guerre froide :
Premier monde : Pays capitalistes avec une économie de marché.
Deuxième monde : Pays socialistes avec une économie planifiée.
Tiers monde : Pays en développement.

Alliances politiques et militaires pendant la guerre froide (voir cette carte pour plus de nuances) :
Les pays occidentaux et alliés, qualifiés par Churchill de « Monde libre ».
Le Bloc de l'Est, vers 1948-1949 (avant le départ de la Yougoslavie, après l'arrivée de la Chine et de la Corée du Nord ; entre autres, les alliés et les pays africains sont oubliés).
Pays neutres et non-alignés.

Le terme Second monde fait référence à l'ex-bloc communiste, c'est-à-dire les pays à économie socialiste sous influence de l'URSS, notamment ceux du pacte de Varsovie. À la fin de la Seconde Guerre mondiale, il y avait 19 pays communistes. 
À la suite de l'effondrement de l'Union soviétique, ils ne sont plus que cinq, à savoir : Chine, Cuba, Laos, Corée du Nord et Viêt Nam. Avec Premier monde et Tiers monde, le Second monde est l'outil d'une division des nations mondiales en trois catégories. Il s'agit là d'une construction due à la guerre froide, tombée depuis en désuétude. 
Cependant, le terme est parfois repris, dans un sens plus économique que politique. Il désigne désormais une catégorie de développement intermédiaire. la théorie des trois mondes a souvent été présentée comme dépassée ; elle reste, cependant, régulièrement utilisée.

## Définition moderne

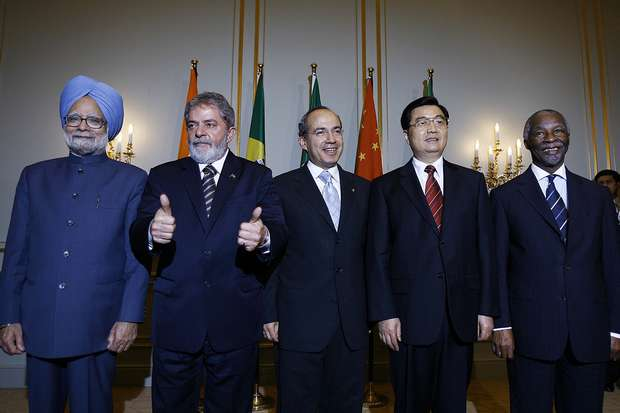
Les leaders du G5 lors d'une rencontre à Berlin en 2007

Le Second monde désigne l'ensemble des pays se trouvant dans un processus avancé de développement. Les barrières sont cependant floues entre le Second monde et le Tiers monde. De façon plus factuelle, on désignera comme y appartenant tout pays présentant un PIB proche de 5000 $US, un taux d'alphabétisation d'au moins 95 % et une croissance économique soutenue dans le temps. 
Ainsi, nous pouvons inclure l'Europe de l'Est, une partie du Moyen-Orient, de Asie-Pacifique, de l'Océanie et de l'Amérique latine.

## Définition classique
Dans une vision classique du Second monde, on considère que seuls les pays ayant appartenu au bloc soviétique et ayant adopté un modèle socialiste (économie nationalisée) peuvent faire partie de cette catégorie. C'est celle d'Alfred Sauvy en 1952. Il s'agirait alors surtout des pays d'Europe de l'Est et de certains pays du Moyen-Orient.